# رزتا ژیلینا
رزتا آندرونا ژیلینا (روسی: Розе́тта Андре́евна Жи́лина) (متولد ۸ ژوئن ۱۹۳۳ در لنینگراد، اتحاد جماهیر شوروی، درگذشت ۱۱ دسامبر ۲۰۰۳، اسنژینسک، روسیه) ریاضیدان و دانشمند رایانه شوروی بود. وی در سال ۱۹۵۶ از دانشکده ریاضیات و مکانیک دانشگاه ایالتی لنینگراد فارغ‌التحصیل شد، وی در آنجا از همکلاسی‌های وی آناتولی ورشیک بود. وی در بخش ریاضی در انستیتوی تحقیقات علمی فیزیکی فنی روسی کار کرد.
ژیلینا الگوریتم‌ها و برنامه‌های رایانه ای را برای حل مشکلات در فیزیک، مکانیک و هدایت حرارتی غیر ثابت سلاحهای هسته ای پیچیده توسعه داد. تحت رهبری وی، برنامه‌های رایانه ای برای حل مشکلات در زمینه بهینه‌سازی سلاح‌های هسته ای از جمله دانش پرتاب آنها آنها تهیه شده‌است.
او برنده جایزه دولت اتحاد جماهیر شوروی (۱۹۸۸)، مدال «برای شجاعت کار» (۱۹۶۲) و سفارش «بنر قرمز کارگری» (۱۹۷۵) بود.
ژیلینا در سال ۲۰۰۳ در اسنژینسک درگذشت و مقبره وی در گورستان این شهر است.